# Bryan Smeets
Bryan Smeets (Maastricht, 1992. november 22. –) holland labdarúgó, a VBV De Graafschap játékosa. Édesapja, Jos Smeets szintén labdarúgó volt.

## Sikerei, díjai
- Hollandia U17:
  - U17-es labdarúgó-világbajnokság résztvevő: 2009